# Fjodor Petrowitsch Balawenski
Fjodor Petrowitsch Balawenski (Balowlenski) (russisch Фёдор Петрович Балавенский (Баловленский), ukrainisch Федір Петрович Балавенський; * 31. Dezember 1864jul. / 12. Januar 1865greg. in Ljubotyn (heute Ukraine); † 8. November 1943 in dem von dem Unternehmer Georgi Lianosow gegründeten Datschendorf Lianosowo (seit 1960 Teil Moskaus)) war ein russischer Bildhauer und Kunstlehrer.

## Leben
Balawenski studierte an der Kiewer Zeichenschule bei Mykola Muraschko mit Abschluss 1896. Er studierte dann 1898–1903 in St. Petersburg an der Kunsthochschule der Kaiserlichen Akademie der Künste bei Wladimir Beklemischew mit Abschluss als Künstler.
Balawenski lehrte an der Tifliser Kunstschule (1905–1906), an der Kiewer Kunstschule (1907–1922) und am Myrhoroder Kunst-Keramik-Technikum (1922–1930).

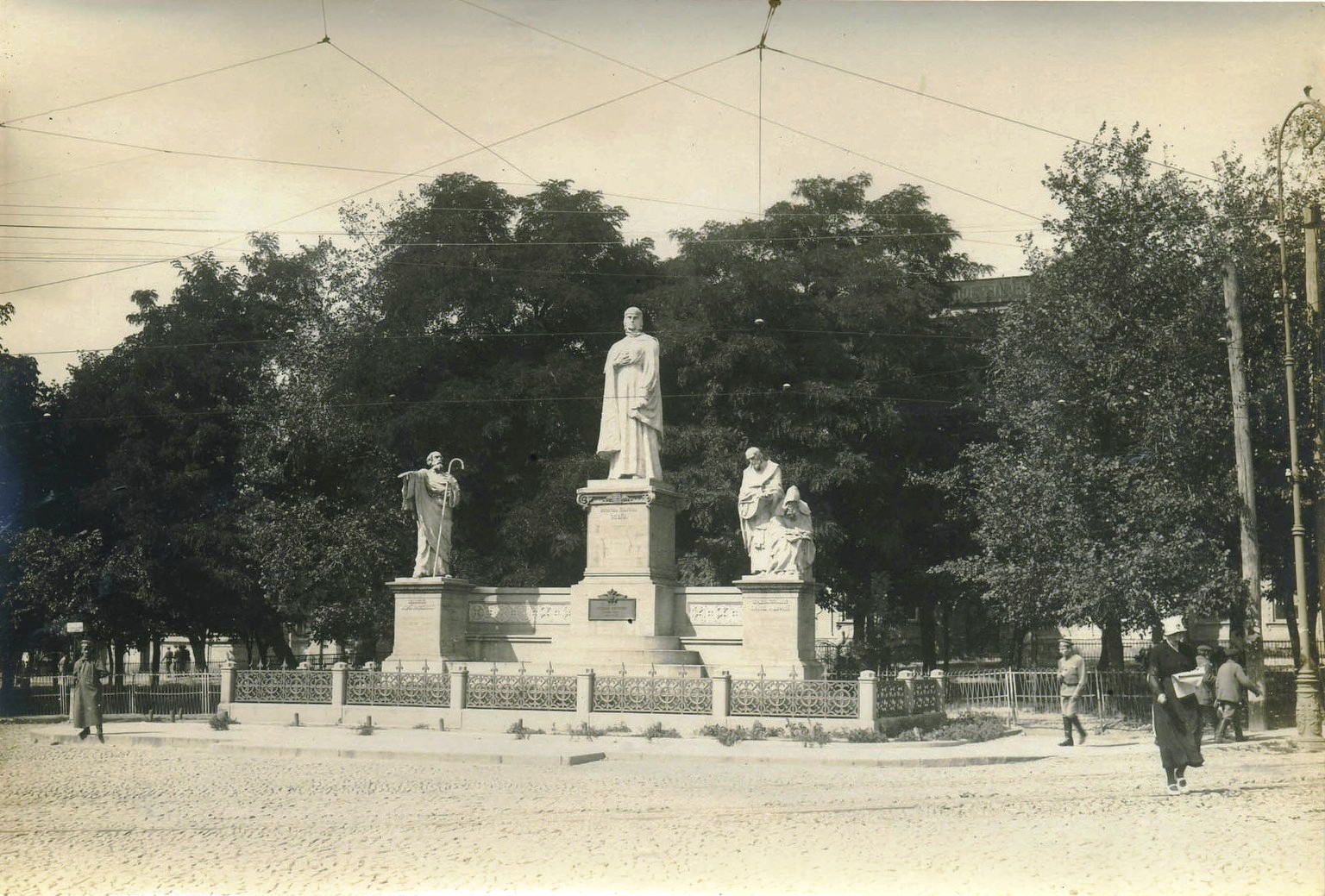
Denkmal der Fürstin Olga (Mitte), des Apostels Andreas (links) und der Apostelgleichen Kyrill und Method in Kiew (1911)

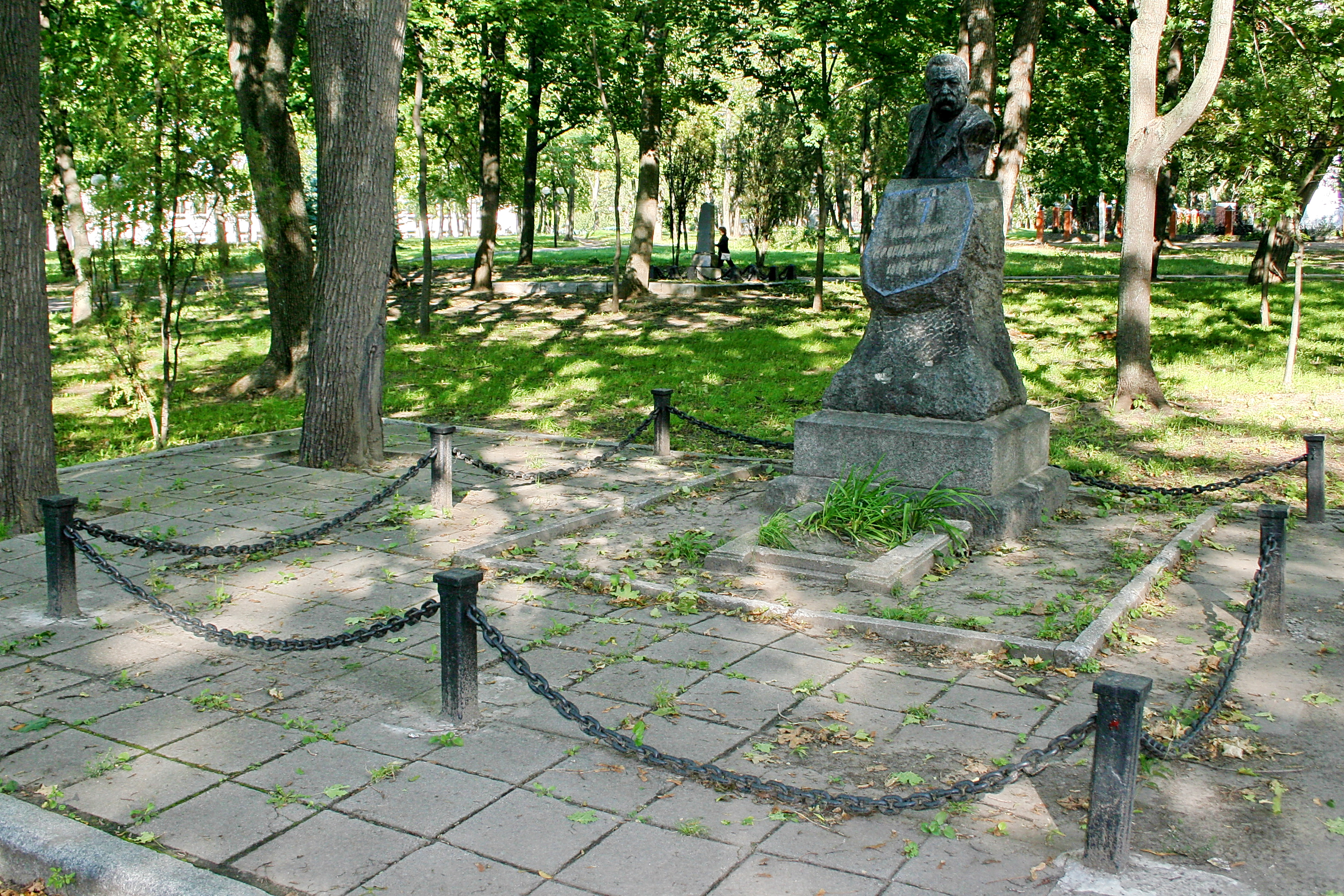
Kropywnyzkyj-Grabdenkmal (1914), Städtischer Friedhof Charkow

Balawenskis erstes großes Projekt, das er zusammen mit seinem Schüler Iwan Kawaleridse erstellte, gewann 1910 den Wettbewerb für den Bau des Denkmals der Fürstin Olga von Kiew, des Apostels Andrea und der Apostelgleichen Kyrill und Method. Zwar war Balawenski persönlich von dem Wettbewerb ausgeschlossen, aber Kawaleridse konnte unter Balawenskis Leitung das Projekt durchführen und das Denkmal 1911 auf dem Michaelplatz in Kiew aufstellten.
1910 und 1912 war Balawenski Mitglied der Wettbewerbsjury für ein Schewtschenko-Denkmal. 1911 gewann er den zweiten Preis für ein Denkmal Schewtschenkos, für den er bereits 1903 eine Porträt-Skulptur in Gips angefertigt hatte. Allerdings hatte die russische Regierung Schewtschenko-Denkmäler verboten.
1913 wurde er Mitglied der Wissenschaftlichen Gesellschaft Schewtschenko.
1914 wurde auf dem städtischen Friedhof in Charkow Balawenskis Grabdenkmal des Schauspielers und Schriftstellers Marko Kropywnyzkyj eingeweiht.
Nach der Oktoberrevolution beteiligte sich Balawenski an Lenins Programm der Monumentalpropaganda. Balawenski schuf eine Schewtschtenko-Denkmalsbüste, die bis August 1919 in Kiew stand und dann von den Streitkräften Südrusslands General Denikins im Bürgerkrieg zerstört wurde. Insgesamt hatte Balawenski mehr als 20 Porträts Schewtschenkos geschaffen.
Im Kiewer Eine-Straße-Museum ist eine Vitrine Balawenski gewidmet, der in den 1920er Jahren in dem Kiewer Schloss Richard Löwenherz wohnte.
Balawenski starb in Lianosowo bei Moskau. Seine Urne ruht im Kolumbarium des Donskoi-Friedhofs.